# Ducado de Sorrento
El Ducado de Sorrento fue un pequeño principado peninsular italiano de la Alta Edad Media cuya capital fue la ciudad homónima. 
Sorrento había pertenecido al ducado bizantino de Nápoles a comienzos de la Edad Media, pero, en el siglo IX, se separó de él junto con Amalfi y Gaeta y fundó su propio ducatus (o república). Sin embargo, quedó en realidad fundamentalmente sometido a Amalfi; solamente se conoce un duque independiente de este período: un tal Sergio, de finales del siglo IX.
Los lombardos de Guaimario IV de Salerno se apoderaron de él en el 1035; Guaimario se lo cedió a su hermano menor Guido, que lo administró hasta la década de 1070. Poco después se lo anexaron los normandos. 
En 1119, un tal Sergio firmó un diploma de Guillermo II, duque de Apulia, como «príncipe de Sorrento».